# Гней Кальпурний Пизон (консул 7 года до н. э.)
Гней Кальпу́рний Пизо́н (лат. Gnaeus Calpurnius Pisō; умер в 20 году, Рим, Римская империя) — римский военачальник и политический деятель из плебейского рода Кальпурниев Пизонов, консул 7 года до н. э. В разное время управлял провинциями Тарраконская Испания, Африка и Сирия. Пизон был другом императора Тиберия и конфликтовал с его приёмным сыном Германиком. После смерти последнего был обвинён в отравлении и привлечён к суду. Покончил с собой, не веря в оправдательный приговор.

## Происхождение
Гней Кальпурний принадлежал к плебейскому роду Кальпурниев, происходившему, согласно поздним генеалогиям, от Кальпа — мифического сына второго царя Рима Нумы Помпилия (к Нуме возводили свои родословные также Пинарии, Помпонии и Эмилии). Ветвь Пизонов была наиболее влиятельной: её представители регулярно занимали высшие должности в последний век существования Римской республики. Отцом Гнея был консул-суффект 23 года до н. э., носивший то же имя, дедом — предположительно квестор 65 года до н. э., участник первого заговора Катилины.

## Биография
Дата рождения Гнея Кальпурния неизвестна. Его политическая карьера началась в эпоху Августа, в 25 году до н. э., с должности монетария; в связи с этим в письме, направленном императору Тиберию незадолго до смерти, в 20 году н. э., Пизон упоминает своё «сорокапятилетнее повиновение». В 7 году до н. э. Гней занимал пост консула совместно с Тиберием, для которого это был уже второй консулат, и вместе с Гаем Цезарем организовал игры в честь Августа. В том же послании Пизон пишет, что «божественный Август» его ценил, а Тиберий был его другом.
Позже Гней занимал должность наместника Тарраконской Испании с полномочиями легата-пропретора и правил провинцией, как сообщает у Тацита Луций Фульциний Трион, «заносчиво и своекорыстно». Благодаря Страбону известно, что Гней был проконсулом Африки: он рассказал автору «Географии», что «Ливия похожа на леопардовую шкуру, ибо она покрыта пятнами обитаемых местностей, окружённых безводной и пустынной землёй». Точных дат здесь нет, но антиковедам ясно, что африканское наместничество закончилось до 15 года н. э., поскольку в это время Пизон уже находился в Риме и заседал в сенате.
Некоторые источники Тацита утверждают, что Август незадолго до своей смерти упоминал Пизона в частных беседах. Император сказал, что Гней достоин верховной власти и, «если представится случай, дерзнёт» её принять. После смерти Августа Пизон вёл себя достаточно независимо и иногда даже спорил с новым императором Тиберием. В 15 году, когда последний заявил о своём намерении высказаться по делу Грания Марцелла, обвинённого в оскорблении величества, Гней указал на неуместность такого высказывания. «Когда же, Цезарь, намерен ты высказаться? — спросил он согласно Тациту. — Если первым, я буду знать, чему следовать; если последним, то опасаюсь, как бы, помимо желания, я не разошёлся с тобой во мнении». Тиберия этот вопрос смутил, и с Марцелла сняли обвинение. В 16 году Пизон в составе сенатского большинства выступил против намерения императора наказать столичных астрологов, но был вынужден отступить из-за вето народного трибуна. В том же году он пытался доказать, что сенат может рассматривать судебные дела в том числе и в отсутствие императора, но победило мнение его противника Гая Азиния Галла.
В 17 году Пизон получил должность легата Сирии. Предположительно Тиберий намеревался использовать его в качестве противовеса своему племяннику и приёмному сыну Германику, который отправился в восточные провинции с верховным империем и мог быть опасен для императора из-за своей популярности. Гней занял открыто враждебную позицию по отношению к Германику: по словам Светония, он «не скрывал, что ему придётся иметь врагом или отца или сына, словно иного выхода не было; и он преследовал Германика словами и делами жестоко и без удержу». К этому добавились интриги жены Пизона Планцины против жены Германика Агриппины Старшей.
Гней отправился на Восток в 18 году. Он смог добиться популярности у сирийских войск, благодаря чему его провозгласили «отцом легионов», а вот его отношения с Германиком стали откровенно враждебными. Пизон не желал подчиняться, хотя должность его к этому обязывала. В частности, он отказался выполнить приказ о переводе части провинциальных войск в Армению. При одной из личных встреч Гней и Германик примирились, но это стало всего лишь формальностью. Когда Германик находился в Египте, Пизон отменил все его распоряжения в Сирии, из-за чего был смещён. Вскоре после его отъезда в Рим (осенью 19 года) Германик умер после тяжёлой болезни. Пизона заподозрили в отравлении, и начали распространяться слухи, что он устранил Германика по приказу Тиберия или его матери Ливии. Аргументом в пользу этой версии стал тот факт, что Гней, узнав о случившемся у острова Кос, обрадовался этому известию и даже отблагодарил богов жертвоприношениями. В письме Тиберию он обвинил умершего «в высокомерии и чрезмерно роскошном образе жизни» и объявил, что снова принимает управление провинцией, которую у него отняли незаконно. Пизон высадился в Киликии, но собранное им войско в первом же бою с новым наместником Сирии было разбито, и Гнею пришлось снова отправляться в Рим.
В столице Пизон предстал перед судом. Ему инкриминировали отравительство, неповиновение, мятеж и развращение солдат; обвинители заявили, что он своими руками подсыпал яд Германику, лёжа рядом с ним на пиру. Доказательств в пользу этого не было, но городской плебс, любивший Германика, был уверен, что Пизон — отравитель, и требовал для него смерти. Тиберий, на чью поддержку Гней рассчитывал, вёл себя осторожно и демонстрировал беспристрастность. Поэтому Гней понял, что шансов на оправдание у него нет. Однажды ночью, оставшись один в спальне, он пронзил себе мечом горло.

## После смерти
В сенате Тиберий огласил предсмертное письмо Пизона, в котором последний заявлял о своей невиновности, клялся в верности императору и просил позаботиться о его сыновьях. Суд вынес умершему обвинительный приговор. Часть имущества Пизона конфисковали, все его изображения разрушили, семье запретили его оплакивать, а старший сын был вынужден сменить преномен. Имя Гнея должны были выскоблить из консульских фастов, но это решение Тиберий отменил. Слухи о том, что Пизон отравил Германика по приказу императора, продолжали циркулировать и позже.
Гней оставил о себе память как человек «неукротимого нрава, неспособный повиноваться». По словам Тацита, этот характер он унаследовал от отца и «едва подчинялся Тиберию, а к детям его относился с пренебрежением, ставя их много ниже себя».

## Семья
Гней Кальпурний был женат на Мунации Планцине, дочери или внучке Луция Мунация Планка. В этом браке родились двое сыновей — Гней (позже Луций), консул 27 года, и Марк.